# نورالله عزیزمحمدی

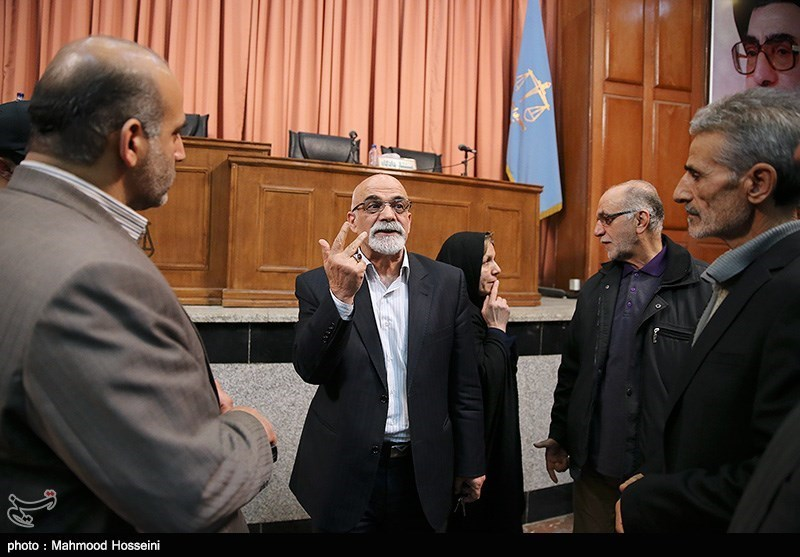
عزیزمحمدی در دادگاه جنایت خیابان مدنی، دی ۱۳۹۲

نورالله عزیزمحمدی (متولد ۱۳۲۷) قاضی ایرانی است. شهرت او برای صدور بیش از چهار هزار حکم اعدام است. او را مشهورترین قاضی جنایی ایران می‌دانند. مستند قاضی و مرگ به زندگی او می‌پردازد.

## زندگی
در سال ۱۳۵۰ وارد دستگاه قضایی کشور شد. ۱۸سال در استان کرمان دادیار، دادرس شهرستان قدیم، رئیس دادگاه بخش مستقل شهربابک، شهر بافت کرمان و همچنین رئیس دادگاه بخش رفسنجان بود. او ۳سال به‌عنوان دادستان سیرجان و در سال۶۱ به‌عنوان رئیس دادگستری شهرستان سیرجان مشغول فعالیت شد و در سال۶۸ نیز ریاست دادگستری شهرستان تاکستان را به‌عهده گرفت. قاضی عزیزمحمدی هم‌اکنون به‌عنوان رئیس شعبه ۷۱کیفری استان تهران از قضات با تجربه در حوزه جرائم جنایی به‌خصوص پرونده‌های قتل است. پرونده‌های قتل خانوادگی در ورامین، قتل میدان کاج، قتل پل مدیریت، قتل‌های سریالی امید برک و جنایت خیابان مدنی در کارنامه ۴۳ساله این قاضی باتجربه ثبت شده‌است.